# Dịch vụ được quản lý
Dịch vụ được quản lý là thực hành thuê ngoài trên cơ sở chủ động các quy trình và chức năng nhất định nhằm cải thiện hoạt động và cắt giảm chi phí.  Nó là một giải pháp thay thế cho mô hình thuê ngoài / sửa chữa hoặc thuê ngoài theo yêu cầu nơi nhà cung cấp dịch vụ thực hiện các dịch vụ theo yêu cầu và chỉ thanh toán cho khách hàng cho công việc được thực hiện.
Theo mô hình đăng ký này, khách hàng hoặc khách hàng là đơn vị sở hữu hoặc giám sát trực tiếp tổ chức hoặc hệ thống được quản lý trong khi Nhà cung cấp dịch vụ được quản lý (MSP) là nhà cung cấp dịch vụ cung cấp dịch vụ được quản lý.  Khách hàng và MSP bị ràng buộc bởi một thỏa thuận cấp độ dịch vụ theo hợp đồng, trong đó nêu rõ các số liệu về hiệu suất và chất lượng của mối quan hệ của họ.

## Ưu điểm và thách thức
Áp dụng các dịch vụ được quản lý nhằm mục đích là một cách hiệu quả để luôn cập nhật về công nghệ, có quyền truy cập vào các kỹ năng và giải quyết các vấn đề liên quan đến chi phí, chất lượng dịch vụ và rủi ro.  Khi các thành phần cơ sở hạ tầng CNTT của nhiều SMB và các tập đoàn lớn đang chuyển sang đám mây, với MSP (nhà cung cấp dịch vụ được quản lý) ngày càng phải đối mặt với thách thức của điện toán đám mây, một số MSP đang cung cấp dịch vụ đám mây trong nhà hoặc đóng vai trò là nhà môi giới với các nhà cung cấp dịch vụ đám mây.  Một cuộc khảo sát gần đây cho rằng việc thiếu kiến thức và chuyên môn về điện toán đám mây thay vì sự miễn cưỡng của các nhà cung cấp, dường như là trở ngại chính cho quá trình chuyển đổi này.  Ví dụ, trong vận tải, nhiều công ty phải đối mặt với sự gia tăng đáng kể chi phí nhiên liệu và vận chuyển, thiếu lái xe, yêu cầu dịch vụ khách hàng và sự phức tạp của chuỗi cung ứng toàn cầu.  Quản lý quá trình vận chuyển hàng ngày và giảm chi phí liên quan đến gánh nặng đáng kể đòi hỏi chuyên môn của các nhà cung cấp Dịch vụ quản lý vận tải (hoặc dịch vụ vận chuyển được quản lý).

## Lịch sử và tiến hóa
Sự phát triển của MSP bắt đầu từ những năm 1990 với sự xuất hiện của các nhà cung cấp dịch vụ ứng dụng (ASP), người đã giúp mở đường cho hỗ trợ từ xa cho cơ sở hạ tầng CNTT.  Từ trọng tâm ban đầu là giám sát và quản lý máy chủ và mạng từ xa, phạm vi dịch vụ của MSP được mở rộng để bao gồm quản lý thiết bị di động, bảo mật được quản lý, quản trị tường lửa từ xa và dịch vụ in bảo mật và dịch vụ in được quản lý.  Khoảng năm 2005, Karl W. Palachuk, Amy Luby (Người sáng lập Mạng lưới dịch vụ cung cấp dịch vụ được quản lý bởi High Street Technology Ventures) và Erick Simpson (Đại học cung cấp dịch vụ được quản lý) là những người đầu tiên và là người tiên phong của mô hình kinh doanh dịch vụ được quản lý.
Những cuốn sách đầu tiên về chủ đề dịch vụ được quản lý: Thỏa thuận dịch vụ cho Tư vấn SMB: Hướng dẫn bắt đầu nhanh về dịch vụ được quản lý  và Hướng dẫn thực hành dịch vụ được quản lý thành công  đã được xuất bản năm 2006 bởi Palachuk và Simpson.  Kể từ đó, mô hình kinh doanh dịch vụ được quản lý đã có được chỗ đứng giữa các công ty cấp doanh nghiệp.  Khi cộng đồng người bán lại giá trị gia tăng (VAR) phát triển lên mức dịch vụ cao hơn, nó đã điều chỉnh mô hình dịch vụ được quản lý và điều chỉnh nó cho các công ty SMB.
Trong nền kinh tế mới, các nhà sản xuất CNTT hiện đang chuyển từ bán lại "dịch chuyển hộp" sang cung cấp dịch vụ được quản lý, tùy chỉnh hơn.  Trong quá trình chuyển đổi này, quy trình thanh toán và bán hàng của các dịch vụ được quản lý vô hình, xuất hiện như những thách thức chính đối với các đại lý truyền thống.
Thị trường dịch vụ được quản lý dự kiến sẽ tăng từ mức ước tính 152,45 tỷ đô la trong năm 2017 lên tới 257,84 tỷ đô la vào năm 2022, chiếm tỷ lệ CAGR là 11,1%.  Với CNTT thúc đẩy tất cả các hoạt động kinh doanh, tầm quan trọng của việc sắp xếp các dịch vụ CNTT được quản lý với tất cả các cấp trong một tổ chức đã tăng lên để đảm bảo độ tin cậy và tính liên tục của các mục tiêu kinh doanh.

## Dịch vụ quản lý chung
Trong lĩnh vực công nghệ thông tin, các dịch vụ được quản lý phổ biến nhất dường như phát triển xung quanh kết nối và băng thông, giám sát mạng, bảo mật, ảo hóa  và khắc phục thảm họa.  Ngoài quản lý cơ sở hạ tầng và ứng dụng truyền thống, các dịch vụ được quản lý cũng có thể bao gồm lưu trữ, máy tính để bàn và liên lạc, tính di động, bàn trợ giúp và hỗ trợ kỹ thuật.  Nói chung, các dịch vụ được quản lý phổ biến bao gồm các ứng dụng sau. 
| Tên                                         | Chức năng | Nhà cung cấp                                                            |
| ------------------------------------------- | --- | ----------------------------------------------------------------------- |
| Dịch vụ thông tin                           | * Phần mềm - hỗ trợ sản xuất và bảo trì * Xác thực * Quản lý hệ thống * Sao lưu và phục hồi dữ liệu * Lưu trữ dữ liệu, kho và quản lý * Giám sát, quản lý và bảo mật mạng * Nhân sự và biên chế | Nhà cung cấp dịch vụ quản lý CNTT Nền tảng HCM                          |
| Tích hợp giữa doanh nghiệp với doanh nghiệp | * Quản lý chuỗi cung ứng * Dịch vụ liên lạc (mail, điện thoại, VoIP) * Internet * Hội nghị truyền hình                                                                                          | Nhà cung cấp dịch vụ Internet Nhà cung cấp dịch vụ quản lý video        |
| Chuỗi cung ứng quản lý dịch vụ              | * Lập kế hoạch, giám sát và kiểm soát chuỗi cung ứng * Tìm nguồn cung ứng và mua sắm * Hậu cần và phân phối                                                                                     | Chuỗi cung ứng quản lý nhà cung cấp dịch vụ                             |
| Giao thông vận tải                          | * Lập kế hoạch giao thông hàng ngày * Quy trình thực hiện và thực thi (kiểm toán cước / kế toán & thanh toán)                                                                                   | Quản lý dịch vụ vận chuyển                                              |
| Tiếp thị                                    | * Chiến lược tiếp thị, lập kế hoạch * Dịch vụ đại lý tiếp thị / quảng cáo tích hợp (thiết kế đồ họa, viết quảng cáo, PPC, phương tiện truyền thông xã hội, thiết kế web, SEO)                   | Nhà cung cấp dịch vụ quản lý tiếp thị, nhà cung cấp tiếp thị thuê ngoài |
| Phương tiện truyền thông                    | * Hệ thống vận hành và dịch vụ hỗ trợ * Dịch vụ quản lý phát sóng | Nhà cung cấp dịch vụ quản lý truyền thông                               |
| Nước                                        | * Kiểm tra chất lượng nước * Quản lý hệ thống lưu trữ và chuyển nước * Giám sát tưới tiêu thông minh, lập lịch                                                                                  | Nhà cung cấp dịch vụ quản lý nước                                       |
| Sức mạnh                                    | * Cơ sở hạ tầng đo lường nâng cao * Triển khai lưới điện thông minh | Nhà cung cấp dịch vụ quản lý điện năng                                  |

## Nhà cung cấp dịch vụ được quản lý

### Định nghĩa
Nhà cung cấp dịch vụ được quản lý (MSP) thường là nhà cung cấp dịch vụ công nghệ thông tin (IT) quản lý và chịu trách nhiệm cung cấp một bộ dịch vụ xác định cho khách hàng của mình hoặc do MSP (không phải khách hàng) xác định rằng dịch vụ là cần thiết.  Hầu hết các MSP đều tính phí thiết lập trả trước hoặc phí chuyển đổi và phí hàng tháng cố định hoặc gần cố định, có lợi cho khách hàng bằng cách cung cấp cho họ chi phí hỗ trợ CNTT có thể dự đoán được.  Đôi khi, MSP đóng vai trò là người hỗ trợ quản lý và mua sắm dịch vụ nhân sự thay mặt cho khách hàng.  Trong bối cảnh như vậy, họ sử dụng một ứng dụng trực tuyến được gọi là hệ thống quản lý nhà cung cấp (VMS) để minh bạch và hiệu quả.
Mô hình dịch vụ được quản lý rất hữu ích trong khu vực tư nhân, đặc biệt là trong số 500 công ty Fortune, và có một tương lai thú vị trong chính phủ.

### Đối thủ cạnh tranh chính
Các dịch vụ quản lý chính cung cấp nguồn gốc từ Hoa Kỳ (IBM, Accdvisor, Cognizant), Châu Âu (Atos, Capgemini) và Ấn Độ (TCS, Infosys, Wipro) . 
| Công ty             | Quốc gia               | Doanh thu 2017 |
| ------------------- | ---------------------- | -------------- |
| IBM                 | liên_kết=\|viền Hoa Kỳ | 79 tỷ đô la    |
| Tai nạn             | liên_kết=\|viền Hoa Kỳ | 35 tỷ đô la    |
| Nhận thức           | liên_kết=\|viền Hoa Kỳ | $ 18 tỷ        |
| dịch vụ tư vấn Tata | liên_kết=\|viền India  | $ 18 tỷ        |
| Atos                | liên_kết=\|viền Europe | 16 tỷ đô la    |
| Capgemini           | liên_kết=\|viền Pháp   | 15 tỷ đô la    |
| Thông tin           | liên_kết=\|viền India  | 10 tỷ đô la    |
| Wipro               | liên_kết=\|viền India  | 8,5 tỷ đô la   |
| Công nghệ HCL       | liên_kết=\|viền India  | 7 tỷ đô la     |
| Dữ liệu             | liên_kết=\|viền Hoa Kỳ | 2,4 tỷ đô la   |
| ALTEN               | liên_kết=\|viền Pháp   | 2,4 tỷ đô la   |